# Castillo de Unzueta
El castillo de Unzueta es una antigua fortaleza medieval situada en lo alto del monte Unzueta, en Orozco, Vizcaya. En la actualidad apenas quedan vestigios de sus cimientos, que fueron dañados por la construcción en el lugar de un repetidor de UHF en el siglo XX.
Desde Unzueta se mantenía contacto visual con el castillo de Malvecín, que pertenecía a la misma línea defensiva. Este castillo era la residencia de los Orozco, señores de este valle que fueron expulsados por Pedro I el Cruel, asentándose en la corte de Valladolid en las villas de Portillo y Villavieja fundando mayorazgo. Entre sus miembros hay Caballeros de la Banda y de Santiago, sus pruebas de nobleza se encuentran en Simancas. Tanta nostalgia sintieron los Orozco al abandonar su señorío y comarca, que fundaron en Portillo el mayorazgo llamado La Vascona.

## Historia

### Contexto histórico de la construcción del castillo
En el siglo XI el Señorío de Vizcaya pertenecía al Reino de Navarra, y su monarca, Sancho IV dentro de un régimen de condado encuadrado en las Tenencias del reino de Pamplona/Navarra.
'Las Tenencias de Navarra.'
Las tenencias fueron distritos de administración y control defensivo para el reino de Pamplona/Navarra desde el siglo X-XI hasta el XIII. No era un sistema feudal y desde luego no tuvo intención de construirse contra los nobles locales. El condado de Bizkaia tuvo su propia gobernanza por condes locales dentro del reino de Navarra, desde al menos el siglo XI y por tanto no hubo una intromisión en este punto. Diego López de Haro efectivamente se pasó al bando de Castilla y participó activamente en la conquista del territorio e incluso asedio de Vitoria en 1200. La tenencia de Malvecín, única tenencia documentada en la zona desde 1174, era tenencia del conde Bela en gobernanza del territorio de Durango para el rey de Navarra. 
Las dataciones del castillo sitúan al castillo entre el siglo XI y XII, por lo que formó parte del sistema defensivo de tenencias. Hay importantes trabajos al respecto, como los libros de la colección: Navarra. Castillos que defendieron el Reino de Iñaki Sagredo y la editorial Pamiela y en el tomo III se refiere a los castillos de Bizkaia y explica lo que eran las tenencias y los motivos de la conquista.
Tras la conquista del territorio entre 1175 (Bizkaia) y 1200 (Durango), los nobles de Bizkaia comenzaron a situarse en un sistema feudal que garantizaba la perpetuidad de los privilegios, lo que propició que hubiese nobles que se acercasen a las voluntades del rey castellano.. No se conoce si lo construyó Sancho IV para defender el territorio de los nobles o si fue el rebelde Íñigo López Ezkerra, señor de Vizcaya, para controlar el acceso a Bilbao desde Álava. En las Paces de Tamara (1127) entre Alfonso I el Batallador, rey de Navarra y Aragón, y Alfonso VII de Castilla, se reconocía que Vizcaya y Álava eran territorios navarros, pero desde entonces Vizcaya cambió de lealtades en varias ocasiones entre Castilla y Navarra, hasta que con la familia Haro acabó cayendo definitivamente en la órbita castellana.
La primera referencia conocida al castillo aparece en la Crónica general de Ibargüen-Cachupin, en la que se indica que el castillo fue construido en 549 por el Capitán Opamio. Se trata simplemente de una leyenda para engrandecer el linaje de los Unzueta dándoles un origen muy antiguo del tiempo de los visigodos. Según esta leyenda en el castillo murió su dueño, Abuminio de Unzueta, en 935.

### Asedios y destrucción total
Alfonso X el Sabio tomó la fortaleza en 1277. Durante el asedio al castillo, el 12 de agosto, el rey ratificó el Fuero de Logroño que Lope Díaz II de Haro había otorgado a la villa de Bermeo. Años más tarde, en 1288, el hijo de Alfonso, Sancho IV de Castilla, asedió el castillo sin conseguir tomarlo. El castillo resistió en 1334 el ataque de tropas de Alfonso XI de Castilla.
Bizkaia volvió a sufrir el conflicto entre el rey de Castilla, que buscaba el control de condado y el señor de Vizcaya en 1351, pero Unzueta quedó al margen. En esta ocasión el rey Pedro I el Cruel quiso reprender a los vizcaínos por haber ayudado a huir a Nuño Díaz de Haro, para lo que envío a Vizcaya con poderes de Prestamero Mayor de Vizcaya a Lope Díaz de Rojas, Señor de Poza. Lope Díaz asedió durante más de dos meses y con armas de asedio la cercana casa-torre de Orozco. Juan de Avendaño, dueño de la casa-torre se encontraba en Unzueta, pero se mantuvo al margen sin socorrer a los suyos:

E Lope Diaz, con gentes de otras villas del Rey que eran en esta comarca, cercó la casa de Orozco, que tenia Juan de Avendano, en la qual estaban Escuderos de Vizcaya que la defendian, é eran caudillos dos Escuderos, uno que decian Juan Lopez de Alpide, e otro Martin Sanchez de Bedia, é estovo sobre la dicha casa de Orozco Lope Diaz de Rojas tirandola con engeños, e tóvola cercada dos meses é medio, é los que eran dentro pleytearon con él que los pusiese en salvo. E Juan de Avendaño, que era natural de Vizcaya, é fijo de la dueña que tenía á don Nuño, estava en el castillo de Unzueta, que es cerca de aquella casa, é non quiso verse con Lope Diaz de Rojas.
Pedro López de Ayala, Crónicas de los Reyes de Castilla: Tomo I, Pedro I.

Finalmente el castillo fue destruido por Pedro I durante la primera guerra civil castellana, en el transcurso de su campaña de 1358 contra el señor de Vizcaya Tello de Castilla, que era hermano y aliado del rebelde Enrique de Trastámara. Para este último asedio el castillo fue atacado con fundíbulos, y los bolaños lanzados quedaron repartidos por docenas en sus inmediaciones.

## Estructura del edificio
Se trataba de un recinto amurallado de unos 50 m de largo por 20 m de ancho, situado en lo alto de una abrupta cima con pendientes de hasta el 90 % en algunos puntos. La torre era de tres plantas y tenía muros de metro y medio de espesor. La planta baja de la torre estaba destinada a almacenar los suministros, que eran subidos a lomos de burros o bueyes. A la primera planta se accedía por una escalera exterior de madera (siendo de madera podía ser eliminada en caso de ataque complicando la entrada a la torre, ya que la puerta estaba elevada, no a ras de suelo, algo habitual en las construcciones defensivas de la época). Sobre el último piso se levantaba un tejado a cuatro aguas protegido por un adarve. A los pies de la torre tenían excavado un aljibe.
El castillo podía albergar normalmente entre cinco y quince hombres, aunque resistió ataques de hasta 300 soldados, la mayoría de ellos mercenarios.